# Square Patrice-Lumumba (Bamako)
Le square Patrice Lumumba  est une grande place centrale à Bamako, au Mali. 

## Description
La place a une statue grandeur nature de son homonyme, le leader de l'indépendance congolaise Patrice Lumumba, un parc avec des fontaines et un drapeau. Autour de la place Lumumba se trouvent diverses entreprises, ambassades, dont l'ambassade de France, et la plus grande banque de Bamako.